# Старая Игра
Ста́рая Игра́ — деревня в Граховском районе Удмуртии, у слияния рек Юрашка и Улек. Входит в состав Верхнеигринского сельского поселения.

## История
Точная дата основания деревни неизвестна, городище Каргурезь на левом берегу Улека датируется IV—V веками.
Первым письменным упоминанием села является Ландратская перепись 1716 года, среди населённых пунктов сотни Токбулата Рысова Арской дороги Казанского уезда упоминается деревня Старая Игра. По итогам десятой ревизии в 1859 году в 55 дворах казённой деревни Игра Старая при речке Юмоне проживало 328 жителей. После революции деревня входила в состав Верхнеигрнского сельсовета.
Название деревни происходит от имени покровителя (воршуда) проживающего здесь удмуртского рода — Эгра́.

## Объекты социальной сферы
- МОУ Староигринская начальная школа
- МДОУ Староигринский детский сад
- Староигринский сельский дом культуры

## Улицы
- Ключевой переулок
- Новая улица
- Угловой переулок
- Удмуртская улица
- улица Усольцева
- Широкий переулок

## Люди связанные с деревней Старая Игра
- Атаманов, Михаил Гаврилович — доктор филологических наук, автор книг по прикамской ономастике.